# La Roche-sur-Foron
La Roche-sur-Foron è un comune francese di 10 710 abitanti situato nel dipartimento dell'Alta Savoia della regione dell'Alvernia-Rodano-Alpi. Prima dell'annessione alla Francia vi nacque, nel 1839, Luigi Pelloux, in seguito Presidente del Consiglio dei ministri del Regno d'Italia.

## Storia

### Simboli
Riprende il blasone dei Conti di Ginevra e del Genevese.

## Amministrazione

### Gemellaggi
- Candelo[2]

## Società

### Evoluzione demografica
Abitanti censiti